# Röttenbach (Roth)
Röttenbach é um município da Alemanha, no distrito de Roth, na região administrativa da Média Francónia, estado de Baviera.